# Aradac
Aradac (izvirno srbsko Арадац) je naselje v Srbiji, ki upravno spada pod Občino Zrenjanin; slednja pa je del Srednjebanatski upravnega okraja.

## Demografija
V naselju, katerega izvirno (srbsko-cirilično) ime je Арадац, živi 2847 polnoletnih prebivalcev, pri čemer je njihova povprečna starost 41,1 let (39,1 pri moških in 43,0 pri ženskah). Naselje ima 1211 gospodinjstev, pri čemer je povprečno število članov na gospodinjstvo 2,86.
Prebivalstvo je večinoma nehomogeno, a v času zadnjih treh popisov je opazno zmanjšanje števila prebivalcev.
|  |

| Demografija | Demografija     | Demografija     |
| Leto        | Št. prebivalcev | Št. prebivalcev |
| ----------- | --------------- | --------------- |
|             |                 |                 |
|             |                 |                 |
|             |                 |                 |
|             |                 |                 |
| 1948        | 3897            |                 |
| 1953        | 3978            |                 |
| 1961        | 4001            |                 |
| 1971        | 3824            |                 |
| 1981        | 3825            |                 |
| 1991        | 3573            | 3492            |
| 2002        | 3623            | 3461            |
|             |                 |                 |

| Etnična sestava po popisu iz leta 2002 | Etnična sestava po popisu iz leta 2002 | Etnična sestava po popisu iz leta 2002 | Etnična sestava po popisu iz leta 2002 | Etnična sestava po popisu iz leta 2002 |
| -------------------------------------- | -------------------------------------- | -------------------------------------- | -------------------------------------- | -------------------------------------- |
| Srbi                                   | Srbi                                   |                                        | 1.650                                  | 47,67%                                 |
| Slovaki                                | Slovaki                                |                                        | 1.376                                  | 39,75%                                 |
| Romi                                   | Romi                                   |                                        | 96                                     | 2,77%                                  |
| Madžari                                | Madžari                                |                                        | 94                                     | 2,71%                                  |
| Jugoslovani                            | Jugoslovani                            |                                        | 49                                     | 1,41%                                  |
| Makedonci                              | Makedonci                              |                                        | 19                                     | 0,54%                                  |
| Hrvati                                 | Hrvati                                 |                                        | 17                                     | 0,49%                                  |
| Slovenci                               | Slovenci                               |                                        | 9                                      | 0,26%                                  |
| Romuni                                 | Romuni                                 |                                        | 9                                      | 0,26%                                  |
| Albanci                                | Albanci                                |                                        | 7                                      | 0,20%                                  |
| Črnogorci                              | Črnogorci                              |                                        | 3                                      | 0,08%                                  |
| Nemci                                  | Nemci                                  |                                        | 3                                      | 0,08%                                  |
| Muslimani                              | Muslimani                              |                                        | 3                                      | 0,08%                                  |
| Bolgari                                | Bolgari                                |                                        | 3                                      | 0,08%                                  |
| Čehi                                   | Čehi                                   |                                        | 2                                      | 0,05%                                  |
| Ukrajinci                              | Ukrajinci                              |                                        | 1                                      | 0,02%                                  |
| Neznano                                | Neznano                                |                                        | 60                                     | 1,73%                                  |